# Папагоїт
Папагоїт — мінерал, силікат кальцію, міді і алюмінію кільцевої будови.

## Загальний опис
Хімічна формула: CaCuAl[(OH)3Si2O6].
Склад у % (штат Аризона, США): CaO — 17,02; CuO — 23,53; Al2O3 — 15,78; SiO2 — 33,6; H2O — 9,01. Домішки: FeO, TiO2, MnO, MgO.
Сингонія моноклінна. Призматичний вид. Форми виділення: дрібні товсто-таблитчасті кристали. Густина 3,25. Твердість 5,5—6,0. Колір небесно-блакитний. Гіпергенний.
Знайдений у р-ні м. Ахо (шт.Аризона, США) разом з ахоїтом у вигляді тонких прожилків на стінках тріщин зміненої альбіто-кварцової породи.
За назвою індіанського племені, що проживало в р-ні, де було знайдено мінерал (C. O. Hutton, A. C. Vlisidis, 1960).